# 持続可能な芸術

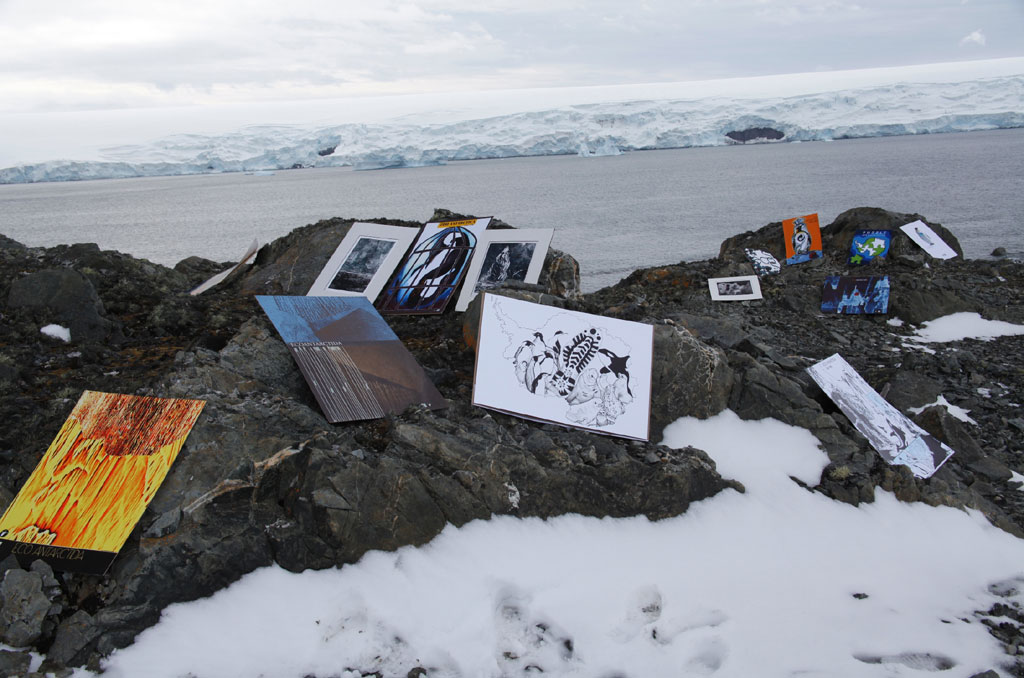
エコアートの展示

持続可能な芸術(Sustainable art)、もしくはサステイナブルアートとは、エコロジー、社会正義、非暴力、草の根民主主義などの持続可能性(sustainability)の主要原則と調和した芸術のことである。
持続可能な芸術は、環境（社会、経済、生物物理学、歴史的、文化的）との関係をもった作品とその受容のより広範な影響を考慮して制作された芸術としても理解されるかもしれない。

## 歴史
現代美術史家でキュレーターの マヤ・フォークスとルーベン・フォークスによると、持続可能なアートの起源は、美術の非物質化(Dematerialization art)と芸術システムの機能への疑問を強調した、1960年代後半から1970年代初頭のコンセプチュアル・アートにまで遡ることが出来るという。
彼らはまた、持続可能性の概念の台頭と 1989 年の冷戦終結、および生態学的および社会的問題が、地球全体の問題として新たに認知されるようになってきたことを結びつけて考えている。 これらの論者によれば、持続可能な芸術は、 1960年代のランドアート運動の一部の主要な実践者に対して批判的な立場を取っており、彼らは風景をブルドーザーで筆をとった巨大なキャンバスのように扱うことによる環境への影響には関心が皆無だった。
彼らは、モダニズムに端を発する「自律的」(autonomous)芸術と「器楽的」(instrumental)芸術の間の極論的な分断に疑問を呈し、「自律性こそが、芸術、そして社会的行為者としての芸術家に、支配的なイデオロギー的パラダイムに代わる自由でありうる可能性を与える」と主張する。
2005 年から、ドイツのコンセプチュアル・アーティストでキュレーターのサミュエル・J・フライナーが監修した持続可能な芸術ビエンナーレが、ドイツのハンブルク近郊のイーリエンワースで開催されている。
マヤとルーベン・フォークスが提唱した「持続可能な芸術」という用語以外にも、芸術と持続可能性の関係についてはさまざまな解釈が存在する。他にも「持続可能性芸術」または「芸術と持続可能性」というより広い概念を好む論者たちがいる（例えば、サシャ・ケーガンやフォルカー・キルヒベルク) 。さらに他の人は、「持続可能な芸術」という用語の使用をはっきりと拒絶しし、代わりに「持続可能性について考えるよう促す芸術作品」という呼称を提案している (マーゴット・ケイスマン )。

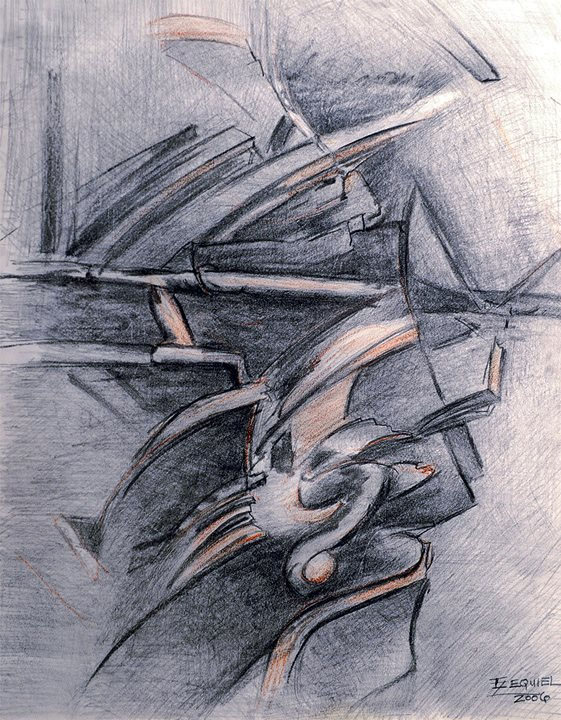
アーティスト、エゼキエル・ヒメネスによる「持続可能性」

現代美術と持続可能性の概念との関係についての専門的な議論は、2002 年 1 月にベルリンの芸術アカデミーで開催されたドイツ政治文化協会 (Instituts für Kulturpolitik der Kulturpolitischen Gesellschaft e.V.) の会議や「トゥッツィンガーマニフェスト」など、2000 年の初頭にヨーロッパ全土で盛んになっている。
持続可能性と現代美術に関する国際シンポジウムが、2006 年 3 月にブダペスト (ハンガリー) の中央ヨーロッパ大学で開催された。これは、マヤ・フォークスとルーベン・フォークスが主催し、現代芸術家、哲学者、哲学者、環境学者、そして活動家が一堂に会して、「出口か行動主義か」（2008年）、「厳しい現実と新たな物質性」（2009年）、「芸術、ポスト・フォーディズム、エコ批評」（2010年）などの問題をめぐる共通点を探る一連の国際シンポジウムの最初のものである。
2007 年 3 月から 4 月にかけて、リューネブルクのロイファナ大学で開催された欧州社会学会の芸術研究ネットワークは、隔年会議で「芸術と持続可能性」に対する最近の動きとアプローチに焦点を当てた。
持続可能な芸術の新興分野における重要な文献には、ヒルデガルト・クルトとベルント・ワーグナーによる『文化 - 芸術 - 持続可能性』('Kultur - Kunst - Nachhaltigkeit'、2002) 、マヤとルーベン・フォークスによる『現代美術における持続可能性の原則』(2006) 、そしてサシャ・ケーガンの『アートと持続可能性』（2011年）が含まれる。
持続可能性との関係における芸術と文化の学際的分析の論文集としては、サッシャ・ケーガンとフォルカー・キルヒベルク編『持続可能性：芸術と文化の新たなフロンティア』（2008年）がある。
はっきりと「持続可能な芸術」に特化した展覧会としては、例えば、2005 年 11 月にシカゴのスマート・ミュージアムで開催された「Beyond Green: Towards a Sustainable Art」がある。
持続可能性の政治的葛藤と持続可能性という用語の曖昧さ(「生態学的持続可能性」と「経済的持続可能な発展」の間で揺れ動いている)についての分析については、T・J・デモスの『持続可能性の政治: 芸術と生態学』(2009)を参照のこと。
環境問題を浮き彫りにし、社会の持続不可能な要因に対する批判を表明し、持続可能性達成のための想像力豊かな解決策を提示する現代アートの多面的な役割に関する最近の記述については、『Enough for All Forever』（2012年）のマヤとルーベン・ファウクスによる「アートと持続可能性」に関するエッセイを参照のこと。

## 現代の持続可能な芸術のアーティストたち
現代の持続可能な芸術のアーティストには、芸術活動に無毒で持続可能な素材を使用し、持続可能性の概念的なアイデアを作品に組み込んでいるアーティストが含まれている。ワシントン DC を拠点とするガラス彫刻家アーウィン・ティマーズ とアリソン・シゲシーは、構造用ガラスのようなリサイクルが最も少ない建材をいくつか組み込んで作品を制作している。